# Tiburtino III
Tiburtino III è un'area urbana del IV Municipio di Roma Capitale, ex borgata conosciuta anche con il nome di Santa Maria del Soccorso, compresa tra via Tiburtina, via Grotta di Gregna e il Forte Tiburtina.
Si estende sul quartiere Q. XXII Collatino (fino al 1961 suburbio S. III Tiburtino), corrispondente alla zona urbanistica 5D Tiburtino Sud, in prossimità di Colli Aniene e Pietralata.

## Storia
Nasce come una delle borgate ufficiali di Roma, ad opera dell'allora Istituto fascista autonomo delle case popolari, sul terreno della famiglia Nardi.
Inizialmente era chiamata Pietralata II. I primi lotti furono iniziati nel 1935 per 488 alloggi; nel 1937 si avviarono i lavori dei lotti dal 3 all’8 per oltre 550 alloggi, nel 1939 si realizzò il lotto 9 di 45 alloggi, e infine i lotti dal 10 al 16 per circa 350 alloggi nel 1940. Tra via del Badile e via del Frantoio venne costruito un complesso assistenziale che comprendeva scuola elementare, refettorio, palestra e casa del fascio, e successivamente la scuola di avviamento professionale e il nido materno gestito dall'ONMI.
Nel 1936 iniziarono le assegnazioni delle case, destinate - come gran parte delle altre borgate - soprattutto a famiglie che vivevano in baracche in altre parti della città (in particolare da Porta Metronia, con 331 assegnazioni su 1242), oltre a nuclei provenienti da strutture provvisorie e dormitori (157) e dagli sventramenti nel centro storico (127, di cui 65 famiglie provenivano da via Bocca della Verità, 14 dai Borghi e 13 da Trastevere).

Nel 1944 la popolana Caterina Martinelli fu uccisa durante una manifestazione davanti ai forni per protestare contro la riduzione della razione di pane a causa dell'occupazione nazista, ricordata con una lapide in via dell'Erpice.
(Lapide in memoria di Caterina Martinelli, 1999)
La costruzione proseguì nel secondo dopoguerra ad opera del gruppo APAO, composto da giovani architetti organici capitanati da Bruno Zevi, tra cui Ludovico Quaroni e Piero Maria Lugli.
La zona è stata oggetto di una drastica ristrutturazione urbanistica avvenuta tra il 1974 e il 1990. Della vecchia borgata non resta che qualche edificio esemplare, mentre quasi tutti i lotti popolari di color giallino pallido che disegnavano l'ambiente extraurbano (citato in alcuni passi di Ragazzi di vita di Pasolini) sono stati abbattuti e sostituiti con edifici in linea di colore grigio, alti 4-7 piani, costruiti in cemento armato e pannelli prefabbricati. Il nido materno è divenuto asilo nido comunale, mentre la casa del fascio è diventata la caserma dei carabinieri. Gli edifici più vecchi sono i sei palazzi di cinque piani disposti in linea, tra via Venafro, via Pescina e via Arsoli.
Attualmente il quartiere è inglobato nel tessuto urbano circostante di Colli Aniene e Verderocca, e ha perduto quei caratteri di riconoscibilità morfologica che sono propri delle altre borgate ufficiali dello stesso periodo storico. In compenso la qualità degli alloggi è decisamente migliorata, in linea con lo standard contemporaneo.

## Architetture religiose
Insieme alla borgata fu costruita, tra il 1937 e il 1938, la chiesa di Santa Maria del Soccorso, su progetto dell'architetto Tullio Rossi. Il 23 settembre 1938 fu eretta la parrocchia, con il decreto Ad viam Tiburtinam del cardinale vicario Francesco Marchetti Selvaggiani. La chiesa è stata visitata dai papi Giovanni XXIII nel 1960 e Giovanni Paolo II nel 1995.

## Odonimia
Le strade hanno nomi derivanti da musicisti stranieri, attrezzi agricoli e comuni di Abruzzo, Lazio e Molise.

## Cinema
Sono stati girati in parte a Tiburtino III:
- Dramma della gelosia (tutti i particolari in cronaca), di Ettore Scola (1970)[8]
- Roma, l'altra faccia della violenza, di Marino Girolami (1976)[9]
- La guerra del Tiburtino III, di Luna Gualano (2023)